# آسمانه تخت

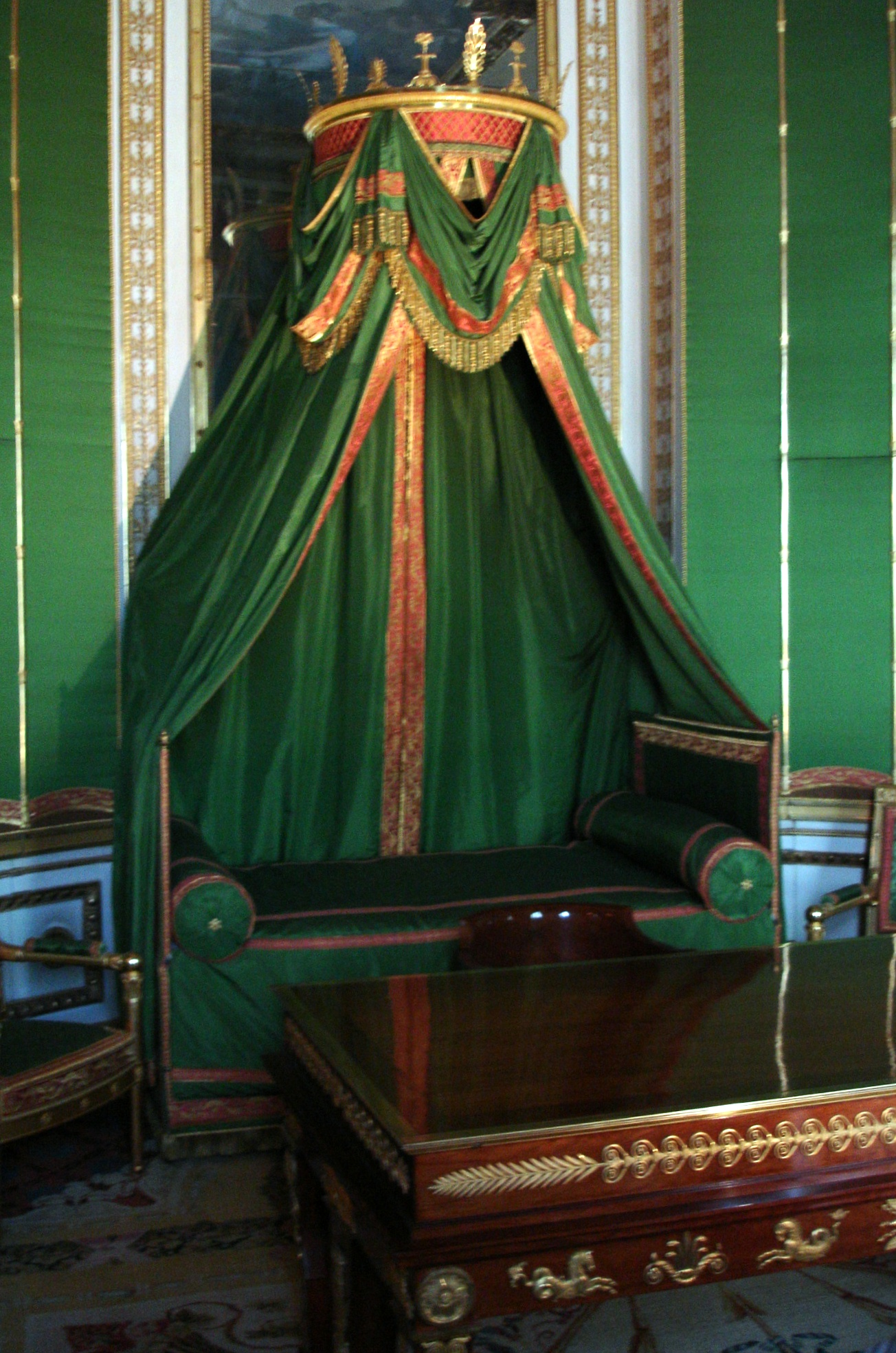
آسمانه‌ای بر بالای تخت استراحت ناپلئون. کاخ فونتن‌بلو، فرانسه.

آسمانهٔ تخت، سایه‌بانی معمولاً پارچه‌ای است که بر بالای تختگاه‌های شاهان و بر بالای برخی تابوت‌های قدیسان ساخته می‌شد.
در دوره‌های بعد، در معماری ساختمان‌های مذهبی و غیره، آسمانه‌های تخت را از جنس‌های سفت و حتی بتنی نیز می‌ساختند. آسمانه‌های سفت که بر بالای محراب‌های کلیساها قرار می‌گیرند را «آسمانه محراب» می‌نامند.

## نگارخانه

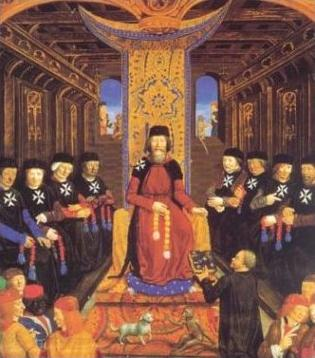
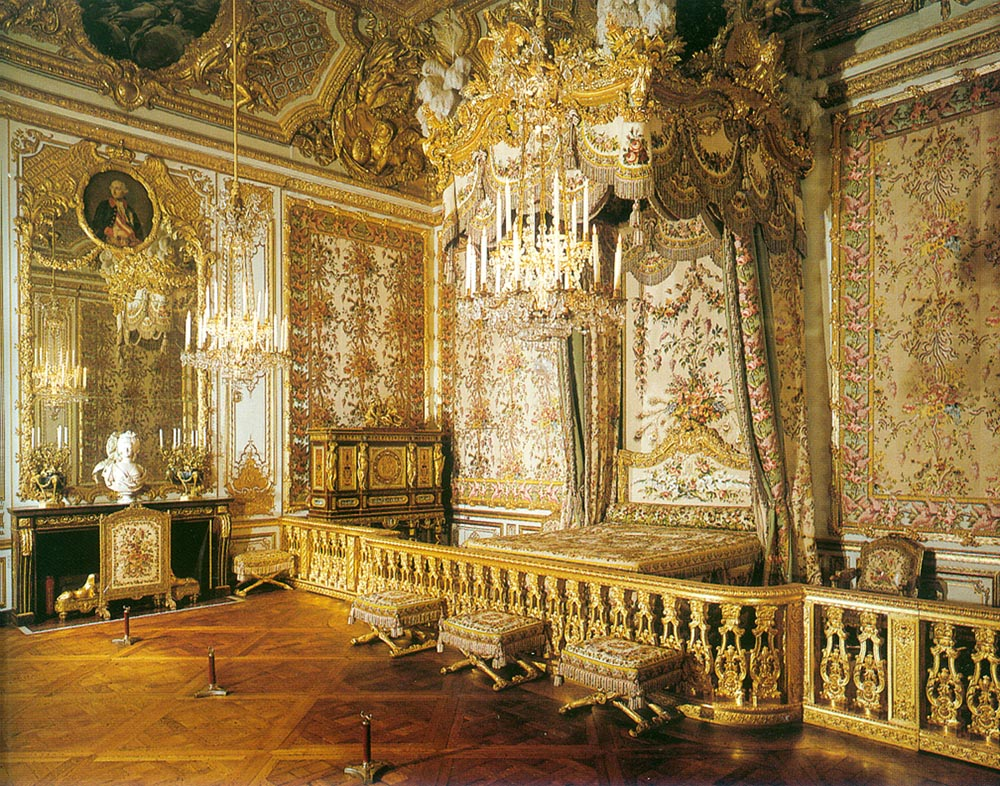
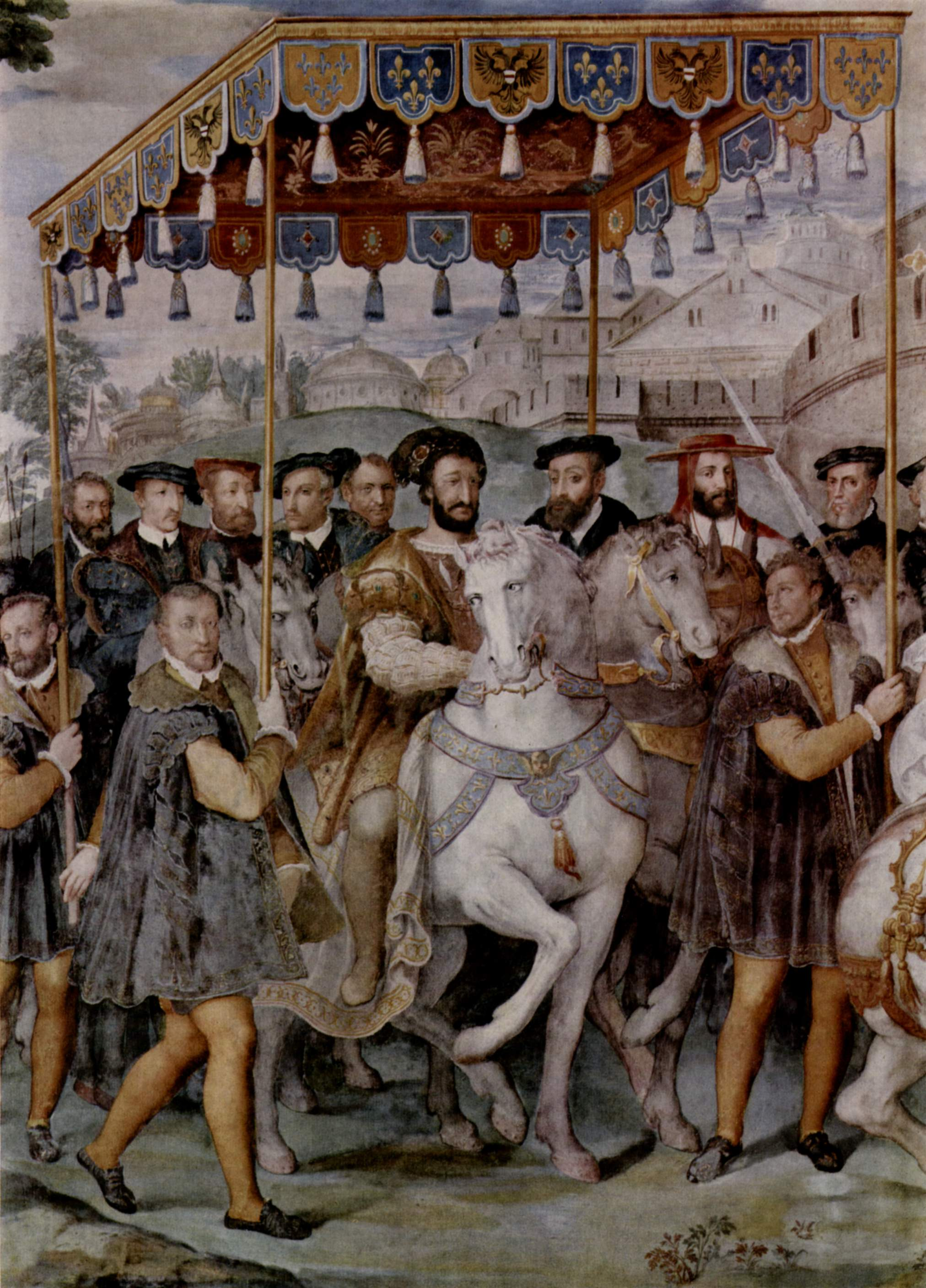
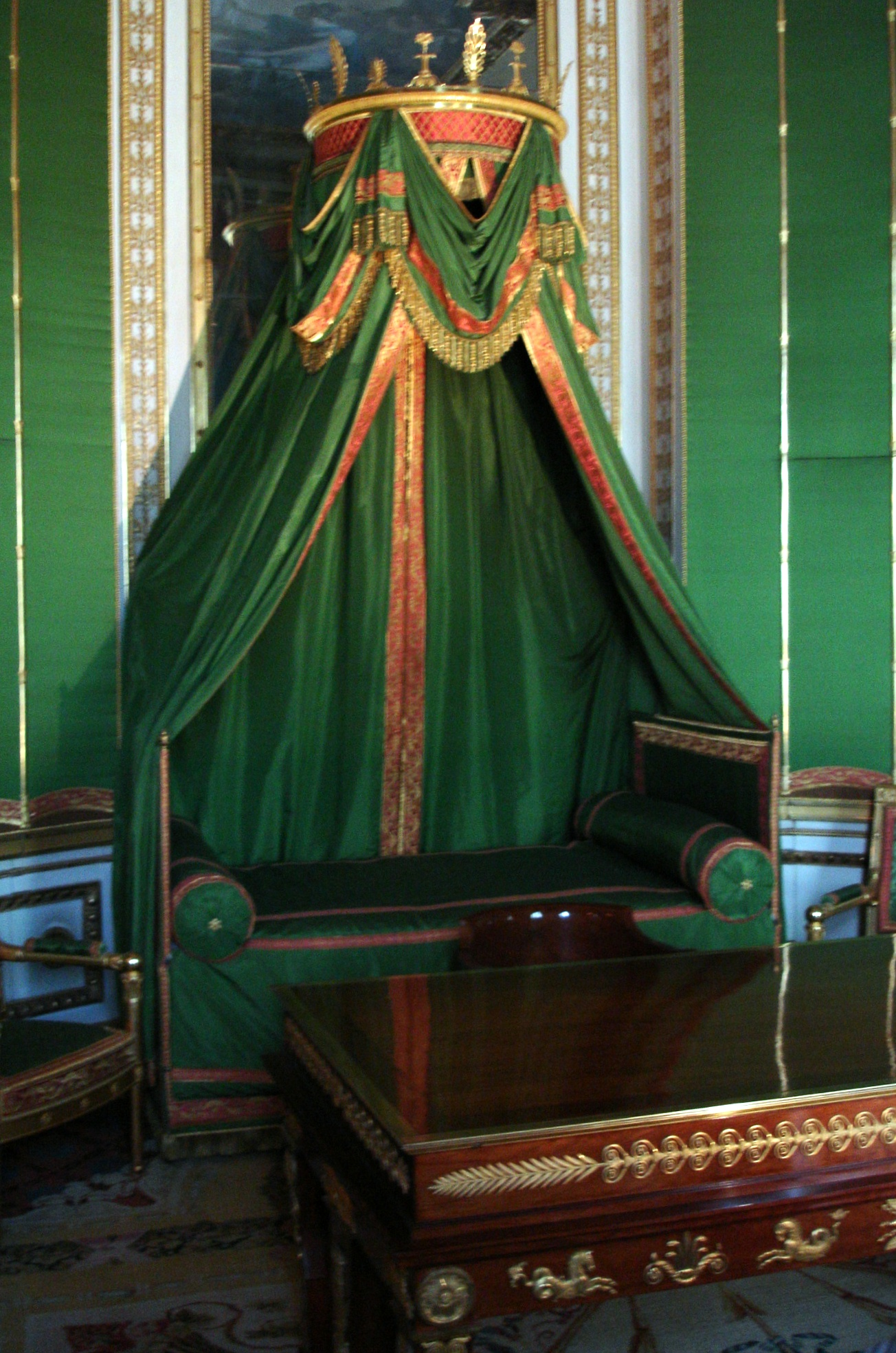